# 聖誕玫瑰 (電影)
《聖誕玫瑰》是由楊采妮编剧并首次執導，徐克、張之亮監製的一部充滿懸念的話題電影。主演有郭富城、桂綸鎂、張震、夏雨、廖啓智、夏文汐和秦海璐。香港、澳門、台灣、新加坡於2013年5月23日上映，中国大陆于2013年5月24日上映。桂綸鎂憑藉此作品入圍第50屆金馬獎最佳女主角獎。值得一提的是，《聖誕玫瑰》的5位主演郭富城、桂綸鎂、張震、夏雨和秦海璐皆獲得過金馬獎的最佳男主角獎、最佳女主角獎的殊榮。
故事情节被网友指以桑兰为原型，杨采妮否认这个说法。

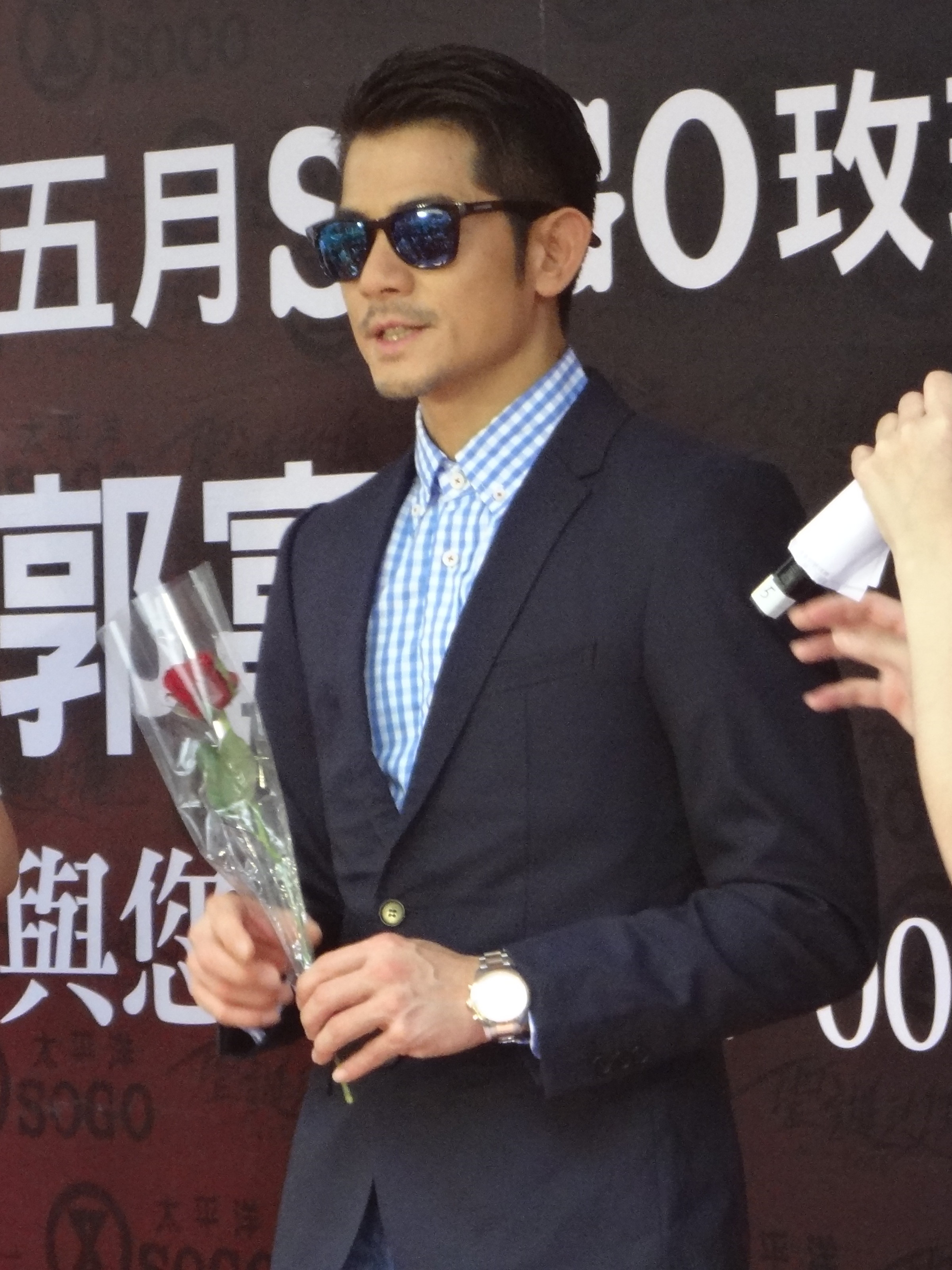
2013年5月18日，郭富城出席《聖誕玫瑰》在太平洋崇光百貨台北忠孝館的宣傳活動。

## 劇情
故事講述一名身患殘疾的鋼琴老師，在一次身體檢查中受到性侵犯，醫生被帶到法庭，他自稱清白。充滿正義感的新晉檢察官為弱女出頭，力拼辭鋒銳利的辯護律師，掀起了一場人性與正義相互角力的羅生門。
由楊采妮初執導演筒，《聖誕玫瑰》以沉重且敏感的性侵案為題材，金馬影后桂綸鎂在片中饰演下身癱瘓、且慘遭侵犯的女主角，影帝郭富城飾演极具正义感的檢察官，張震饰演涉嫌性侵的名醫，故事大綱曝光時后隨即引发熱議，劇情除了设置醫患纠纷等懸念外，三位主角在戲裡挑戰親情、愛情及多種複雜內心戲，演技精湛到位。本片更有徐克和張之亮加持擔當監製，還有廖啟智、夏雨、秦海璐、李綺虹和夏文汐加盟演出。

故事講述出身律師世家的陳志天 (郭富城飾)因少年時目睹父親為贏得官司不惜令當事人含冤，於是立志成為一個良心律師。他加入律政署後當檢察官，接了一宗性侵犯案，事主是下半身癱瘓的鋼琴老師李靜(桂綸鎂飾)，被告為她的主診醫生—名醫周文瑄 (張震飾)。另一方面，張震請來素有不敗官司的律師Freddy 薛肇文(夏雨飾)為他辯護，一件備受爭議的性侵案在法庭上曝光，雙方當事人與周文瑄及妻子女兒為陷入一發不可收拾的精神戰役之中……但事實真相如何？

## 演員
| 演员   | 角色       |
| 郭富城 | 陳志天     |
| 桂綸鎂 | 李靜       |
| 張同祖 | 陳志天父親 |
| 張 震  | 周文瑄     |
| 黃素歡 | 黎姑娘     |
| 夏 雨  | 薛肇文     |
| 秦海璐 | 周文瑄妻子 |
| 夏文汐 | 劉倩       |
| 楊 淇  | 陳芳華     |
| 李綺虹 | 羅小姐     |
| 萬 茜  | Megan      |

## 外部連結
- 《聖誕玫瑰》 (影評) （页面存档备份，存于），〈HK Neo Reviews〉
- 《聖誕玫瑰》新浪網專題 （页面存档备份，存于）
- 《聖誕玫瑰 （页面存档备份，存于）》在香港雅虎的電影頁面（繁體中文）
- Yahoo奇摩電影上《聖誕玫瑰》的資料（繁體中文）
- MSN娛樂上《聖誕玫瑰》的資料（繁體中文）

- 開眼電影網上《聖誕玫瑰》的資料（繁體中文）
- 豆瓣电影上《聖誕玫瑰》的資料 （简体中文）
- 时光网上《聖誕玫瑰》的資料（简体中文）
- AllMovie上《聖誕玫瑰》的资料（英文）
- 爛番茄上《聖誕玫瑰》的資料（英文）
- 香港影庫上《聖誕玫瑰》的資料（繁體中文）
- 互联网电影数据库（IMDb）上《聖誕玫瑰》的资料（英文）